# Ich glaube, lieber Herr, hilf meinem Unglauben, BWV 109
Ich glaube, lieber Herr, hilf meinem Unglauben, BWV 109 (Jo crec, Senyor estimat, ajudeu-me que en manca fe), és una cantata religiosa de Johann Sebastian Bach per al vint-i-unè diumenge després de la Trinitat, estrenada a Leipzig el 17 d'octubre de 1723.

## Origen i context
L'autor, desconegut, empra un versicle de l'evangeli de Marc (9, 24) en el cor inicial i la setena estrofa de Durch Adams Fall ist ganz verderbt de Lazarus Spengler (1524) en el coral final. Per a aquest diumenge es conserven altres tres cantates, BWV 38, BWV 98 i BWV 188, totes quatre agafen la idea principal de l'evangeli del dia (Joan 4, 47-54) que narra la guarició del fill d'un funcionari reial, la confiança del qual en el poder de Jesús es proposa com a model del comportament dels cristians i es contraposa als perills que aguaiten els que dubten de la fe.

## Anàlisi
Obra escrita per a contralt, tenor i cor; trompa natural, dos oboès, corda i baix continu. Consta de sis números.
1. Cor:Ich glaube, lieber Herr, hilf meinem Unglauben (Jo crec, Senyor estimat, ajudeu-me que en manca fe)
2. Recitatiu (tenor): Des Herren Hand ist ja noch nicht verkürzt (La mà del Senyor que no ha deixat de ser generosa)
3. Ària (tenor): Wie zweifelhaftig ist mein Hoffen (Quant incerta és la meva esperança)
4. Recitatiu (contralt): O fasse dich, du zweifelhafter Mut (Aixeca l'ànim, coratge desconfiat)
5. Ària (contralt): Der Heiland kennet ja die Seinen (El Salvador, ben segur, coneix els seus)
6. Coral: Wer hofft in Gott und dem vertraut (Aquell que espera i posa confiança en Déu)

El primer número presenta una confrontació dels recursos concertants, el primer oboè i el primer violí agafen un cert paper de solistes, i conjuntament amb el cor representen la lluita entre la fe i la incredulitat, el tema de tota la cantata. A continuació hi ha dues parelles de recitatiu i ària, de tenor i contralt, respectivament. El recitatiu de tenor alterna frases secco amb altres arioso, és un exemple del dubte, que arriba al registre més alt en la frase final Ach, Herr, wie Lange? (O Senyor, fins quan?). A l'ària següent, número 3, el violí agafa el protagonisme amb girs acusats cap a la secció greu o l'aguda, que expressen les vacil·lacions de la fe, que arriben a un màxim en la frase wie wanket mein geängstigt Herz (Com tremola el meu cor esbalaït!); a la segona part de l'ària el tenor només és acompanyat pel continu. El recitatiu de contralt, número 4, no té res a destacar i dona pas a l'ària amb la veu acompanyada pels dos oboès, el panorama s'aclareix i la música s'acosta a un minuet com a signe d'esperança. El coral final té una melodia que fa de cantus firmus inicialment un himne militar dels lansquenets en la campanya militar de la batalla de Pavia (1525), que posteriorment fou adaptat al servei litúrgic. Té una durada aproximada d'un quart d'hora.

## Discografia seleccionada
- J.S. Bach: Das Kantatenwerk. Sacred Cantatas Vol. 6. Nikolaus Harnoncourt, Tolzer Knabenchor (Gerhard Schmidt-Gaden, director), Concentus Musicus Wien, Paul Esswood, Kurt Equiluz. (Teldec), 1994.
- J.S. Bach: The complete live recordings from the Bach Cantata Pilgrimage. CD 49: Old Royal Naval College Chapel, Greenwich; 11 i 12 de novembre de 2000. John Eliot Gardiner, Monteverdi Choir, English Baroque Soloists, William Towers, Paul Agnew. (Soli Deo Gloria), 2013.
- J.S. Bach: Complete Cantatas Vol. 8. Ton Koopman, Amsterdam Baroque Orchestra & Choir, Bogna Bartosz, Jörg Dürmüller. (Challenge Classics), 2005.
- J.S. Bach: Cantatas Vol. 14. Masaaki Suzuki, Bach Collegium Japan, Robin Blaze, Gerd Türk. (BIS), 2001.
- J.S. Bach: Church Cantatas Vol. 35. Helmuth Rilling, Gächinger Kantorei, Bach-Collegium Stuttgart, Gabriele Schreckenbach, Kurt Equiluz. (Hänssler), 1999.